# Serrano do Maranhão
Serrano do Maranhão là một đô thị thuộc bang Maranhão, Brasil. Đô thị này có diện tích 1207,043 km², dân số năm 2007 là 9339 người, mật độ 7,74 người/km².